# مجموعة سانتاندير
مجموعة سانتاندر هي مجموعة مصرفية أسبانية تتمركز حول بنك سانتاندر، وتضم شبكة من المؤسسات المالية التي لها وجود في جميع أنحاء العالم، معظمها في أوروبا وأمريكا اللاتينية.
المجموعة لديها 191,350 موظف و100 مليون من العملاء، و14،709 فرع و3.3 مليون مساهم في جميع أنحاء العالم. وتمثل الخدمات المصرفية للأفراد ما يقارب 82٪ من أرباح البنك.
مجموعة سانتاندر هي رابع أكبر مؤسسة مالية في العالم، وأكبر بنك في منطقة اليورو ، وأكبر شركة في إسبانيا والسادسة عالميا، وفقا لمجلة فوربس لعام 2010.
يقع مقر عملياتها الذي يوظف أكثر من 6000 شخص في بواديلا ديل مونتي بمدريد.

## تاريخ
تأسس بانكو سانتاندر في عام 1857، انطلق من مقاطعة سانتاندر (الآن كانتابريا)، وانتشر بعد ذلك في جميع أنحاء إسبانيا بشراء العديد من البنوك. بينما تأسس البنك الهيسباني الأمريكي (بالإسبانية:  Banco Hispano Americano)‏ في عام 1900 بأموال الإسبان الذين رجعوا من كوبا بعد الحرب الأسبانية الأمريكية عام 1898.
واندمج كل من البنك المركزي (بالإسبانية: Banco Central)‏، الذي تأسس سنة 1919، مع البنك الهيسباني الأمريكي وأسسوا البنك المركزي الهيسباني (بالإسبانية:  Banco Central Hispano BCH)‏ سنة 1991.
وتأسس جروبو سانتاندر بعد عملية دمج بين بانكو سانتاندر والبنك المركزي الهيسباني (BCH) سنة 1999.

### توسعه
في نوفمبر 2004، استحوذ بنك سانتاندر على المصرف البريطاني آبي (بالإنجليزية: Abbey National)‏ وعُين على رأيه فرانسيسكو غوميز رولدان. وفي يونيو 2006، استحوذت بانكو سانتاندر على 20٪ من رأسمال بنك سوفرن الأمريكي ب2.4 مليون دولار.
في يونيو 2007، قام بانكو سانتاندر بأكبر صفقة عقارية تجارية عرفتها إسبانيا حتى تلك اللحظة، حيث باع البنك كل ما لديه من مباني في إسبانيا، منها 44 مبنى ذا أهمية تاريخية، وأخرى تتنمي لشبكته المكونة من 1200 فرع، باستثناء مكتبه الرئيسي في باسيو دي بيريدا بمدينة سانتاندير، بمبلغ 4000 مليون يورو.
في يوليو 2008 أعلن البنك شرائه لبنك أليانس أند ليستر البريطاني بمليار و300 مليون جنيه إسترليني.
في 19 يونيو 2009 صادقت مجموعة سانتاندر على توسيع رأس المال بمقدار مليار يورو من أجل سد طلبات هؤلاء الذين يرغبون في الحصول على عوائدهم لعام 2009.
أعلنت السلطات الفنزويلية في أغسطس 2008 عزمها تأميم بنك فنزويلا المملوك لمجموعة سانتاندير، وتمكنت بعد مفاوضات من الاتفاق على صفقة البيع مع مسئولي المؤسسة الإسبانية. وفي 4 يوليو 2009 سملت مجموعة سانتاندير رسميا ملكية فرعها الفنزويلي لحكومة الرئيس هوجو شافيز.